# Acacia asplenioides
Acacia asplenioides é uma espécie de leguminosa do gênero Acacia, pertencente à família Fabaceae.